# Metro Trains Melbourne
 (avril 2016).
La Metro Trains Melbourne est la société gestionnaire du réseau de la région de Melbourne en Australie. C'est une coentreprise entre la société hongkongaise MTR Corporation (60 %), John Holland Group (20 %) et UGL Rail (20 %).
Metro Trains Melbourne gère actuellement 210 trains, 218 stations, 15 lignes pour un réseau comptant 869 kilomètres.
La flotte de trains de Metro Trains Melbourne réalisent 30 millions de kilomètres et enregistrent 228 millions de passagers chaque année, pour 815 000 passagers chaque jour de semaine.